# 운지천
운지천(雲芝泉)은 대한민국의 광동제약이 1991년부터 1998년까지 제조생산·판매한 음료이자 자양강장제로, 일반의약품이다.
구름버섯(운지버섯)의 효능을 내세운 제품으로 1991년에 출시되었다. 한 병이 100mL였고 가격은 600원이었다. 성분은 운지버섯, 갈근, 숙지황, 당귀, 감초, 대추추출액 등이었다. 1991년부터는 배우 최민식을 등장시켜 제품 광고를 시작하였으며 당시에 내걸었던 슬로건은 "나는 자연인이다!"였다. 1994년 운지천F를 출시하였다. 운지천F는 한 병이 120mL였고 가격은 660원이었다.
1996년에는 OB 베어스(현재의 두산 베어스) 투수로 뛰고 있던 프로야구 선수 박철순을 등장시킨 제품 광고를 진행했으며 1998년 판매가 중단되었다.

## 패러디 논란
2009년 5월 23일 노무현 전 대통령이 봉하마을 인근에 있는 봉화산 부엉이바위에서 투신 사망하자, 디시인사이드를 비롯해 인터넷 커뮤니티와 포털사이트에서 활동한 회원들이 부엉이 바위에서 서거한 노무현 전 대통령의 모습과 배우 최민식이 출연한 운지천 광고 중 폭포 위에서 아래로 뛰어내리는 장면과 연결하여 이 장면을 합성하는 등의 방식으로 패러디를 생성하였고 여기에서 기인하여 "노운지" 등의 단어나 "운지하다"는 등의 노무현 前 대통령을 비하하는 은어가 생겨나게 되었다.
이후에 이 단어에 대한 사용이 비교적 일반화되고 일부 네티즌이 이를 적극적으로 사용하면서 여러 논란이 빚어지기도 하였다. 2012년 6월 17일에, XTM에서 방영한 프로그램 《탑기어 코리아》의 진행자였던 김진표가 헬기가 추락하는 장면을 보면서 '떨어지다'라는 의미를 담아 방송 중에 "운지를 하고 맙니다"라는 표현을 사용하였다가 같은 달 20일에 이에 대한 사과문을 발표하기도 하였다.

## 같이 보기
- 광동제약
- 영비천
- 원비디
- 삼정톤
- 박카스